# Hoàng Tăng Bí
Hoàng Tăng Bí (1883-1939), tự Nguyên Phu, hiệu Tiểu Mai, là một sĩ phu yêu nước và nhà soạn tuồng Việt Nam đầu thế kỷ 20.

## Cuộc đời và sự nghiệp
Ông sinh năm 1883 tại làng Đông Ngạc, huyện Từ Liêm, phủ Hoài Đức, tỉnh Hà Đông, nay thuộc quận Bắc Từ Liêm, thành phố Hà Nội. Thân phụ ông là Hoàng Hy Thuần, đời thứ tư của gia tộc họ Hoàng Đông Ngạc, tính từ cụ tổ Hoàng Nguyễn Thự.
Đỗ Cử nhân với vị trí Á nguyên (đứng thứ nhì) tại Trường thi Nam Hà năm 1906 và tham gia thành lập phong trào Đông Kinh nghĩa thục năm 1907, cùng Nguyễn Quyền đi khắp nơi hô hào, diễn thuyết để thức tỉnh lòng yêu nước trong dân chúng. Ông còn tham gia dạy học, diễn thuyết, soạn sách giáo khoa, lập thương nghiệp lấy tiền trợ cấp Phong trào Đông du.
Sau vụ Hà thành đầu độc, trường Đông Kinh nghĩa thục bị đóng cửa, ông cũng bị chính quyền thực dân Pháp bắt và đưa về giam lỏng tại Huế. Năm 1910, ông tiếp tục thi Hội, đỗ Phó bảng, nhưng không ra làm quan, mà mở trường tư dạy học, viết báo "Trung Bắc tân văn" và soạn một số vở tuồng kêu gọi lòng yêu nước.
Sau ông được về Hà Nội, viết báo và làm sách, dịch một số tiểu thuyết Pháp ra tiếng Việt.
Ông qua đời tháng 3 năm 1939 tại Hà Nội, hưởng dương 56 tuổi.

## Tác phẩm

### Tuồng
- Đệ bát tài tử Hoa Tiên ký (tuồng). Hà Nội, Mạc Đình Tư, 1913.
- Nghĩa nặng tình sâu (tuồng Mị Châu Trọng Thủy) Hà Nội, nhà in Nghiêm Hàm, 1926
- Thù chồng nợ nước (tuồng Trưng Trắc Trưng Nhị). Hà Nội, Tân Dân xuất bản, 1926.

### Dịch
Ông còn dịch một số tiểu thuyết Pháp ra tiếng Việt như:
- Paul et Virgine. La chaumière indienne của Bernadin de Saint Pierre.
- Le comte de Monte Cristo của Alexandre Dumas, nhưng không có điều kiện xuất bản.

Trong thời gian làm báo Trung Bắc tân văn, ông có dịch đặng bộ Sử Trung Quốc thời Xuân Thu, ký tên là Tiểu Mai.

## Gia đình
Ông lập gia đình với bà Cao Thị Thuyên, con gái đại thần Cao Xuân Dục. Ông bà có với nhau 4 người con:
1. Hoàng Minh Bàn
2. Hoàng Minh Giám, nguyên Bộ trưởng Bộ Ngoại giao Việt Nam Dân chủ Cộng hòa (năm 1947)
3. Hoàng Luyện Thiết
4. Hoàng Dụng Huyên

## Vinh danh
Tên ông được đặt cho một con đường nối từ đường Tân Xuân đến cống Liên Mạc, thuộc địa bàn các phường Xuân Đỉnh, Đông Ngạc, Đức Thắng, Thụy Phương, quận Bắc Từ Liêm (Hà Nội).